# Tephrosia leiocarpa
Tephrosia leiocarpa är en ärtväxtart som beskrevs av Asa Gray. Tephrosia leiocarpa ingår i släktet Tephrosia och familjen ärtväxter.

## Underarter
Arten delas in i följande underarter:
- T. l. costenya
- T. l. leiocarpa